# Coscinaraea crassa
Espèce
Statut CITES
Coscinaraea crassa est une espèce de coraux appartenant à la famille des Coscinaraeidae.